# Накадзава Хідехіко
Накадза́ва Хідехі́ко (яп. 中澤英彦, なかざわひでひこ, МФА: [nakad͡zawa çideçiko]) — японський науковець, мовознавець, славіст. Спеціаліст з російської мови. Паралельно вивчає українську мову.
Родом з префектури Ґумма. 1973 року закінчив кафедру російської мови факультету іноземної філології Токійського університету іноземних мов. 1975 року закінчив магістратуру того ж університету за спеціальністю слов'янська філологія, став асистентом на факультеті іноземної філології. З 1980 року — лектор Токійського університету іноземних мов, з 1986 року — доцент, з 1996 року — професор. З 2009 року — професор аспірантури того ж університету.

## Транслітерація

### Японської
→ 
Транслітерація японської мови засобами українського письма за Накадзавою:
| あ / ア а   | い / イ і   | う / ウ у   | え / エ е   | お / オ о   |                 |                 |                  |
| か / カ ка  | き / キ кі  | く / ク ку  | け / ケ ке  | こ / コ ко  | きゃ / キャ кя  | きゅ / キュ кю  | きょ / キョ кьо  |
| さ / サ са  | し / シ ші  | す / ス су  | せ / セ се  | そ / ソ со  | しゃ / シャ шя  | しゅ / シュ шю  | しょ / ショ шьо  |
| た / タ та  | ち / チ чі  | つ / ツ цу  | て / テ те  | と / ト то  | ちゃ / チャ чя  | ちゅ / チュ чю  | ちょ / チョ чьо  |
| な / ナ на  | に / ニ ні  | ぬ / ヌ ну  | ね / ネ не  | の / ノ но  | にゃ / ニャ ня  | にゅ / ニュ ню  | にょ / ニョ ньо  |
| は / ハ ха  | ひ / ヒ хі  | ふ / フ фу  | へ / ヘ хе  | ほ / ホ хо  | ひゃ / ヒャ хя  | ひゅ / ヒュ хю  | ひょ / ヒョ хьо  |
| ま / マ ма  | み / ミ мі  | む / ム му  | め / メ ме  | も / モ мо  | みゃ / ミャ мя  | みゅ / ミュ мю  | みょ / ミョ мьо  |
| や / ヤ я   |             | ゆ / ユ ю   |             | よ / ヨ йо  |                 |                 |                  |
| ら / ラ ра  | り / リ рі  | る / ル ру  | れ / レ ре  | ろ / ロ ро  | りゃ / リャ ря  | りゅ / リュ рю  | りょ / リョ рьо  |
| わ / ワ ва  |             |             |             | を / ヲ о   |                 |                 |                  |
| ん / ン н   |             |             |             |             |                 |                 |                  |
|             |             |             |             |             |                 |                 |                  |
| が / ガ ґа  | ぎ / ギ ґі  | ぐ / グ ґу  | げ / ゲ ґе  | ご / ゴ ґо  | ぎゃ / ギャ ґя  | ぎゅ / ギュ ґю  | ぎょ / ギョ ґьо  |
| ざ / ザ дза | じ / ジ дзі | ず / ズ дзу | ぜ / ゼ дзе | ぞ / ゾ дзо | じゃ / ジャ дзя | じゅ / ジュ дзю | じょ / ジョ дзьо |
| だ / ダ да  | ぢ / ヂ дзі | づ / ヅ дзу | で / デ де  | ど / ド до  | ぢゃ / ヂャ дзя | ぢゅ / ヂュ дзю | ぢょ / ヂョ дзьо |
| ば / バ ба  | び / ビ бі  | ぶ / ブ бу  | べ / ベ бе  | ぼ / ボ бо  | びゃ / ビャ бя  | びゅ / ビュ бю  | びょ / ビョ бьо  |
| ぱ / パ па  | ぴ / ピ пі  | ぷ / プ пу  | ぺ / ペ пе  | ぽ / ポ по  | ぴゃ / ピャ пя  | ぴゅ / ピュ пю  | ぴょ / ピョ пьо  |

| - Довгота японських голосних позначається при потребі подвоєнням голосної (оо, уу). 蝶 чьоо (метелик) 2) Дифтонги あい /ai/, えい /ei/, おい /oi/ записуються як ай, ей, ой: 愛子 Айко 栄一 Ейічі 3) Подвоєння приголосного звуку записується подвоєнням літери: 札幌 Саппоро 北海道 Хоккайдо | 4)Перед я, і, ю, є ставиться апостроф, якщо вони стоять перед ん /ɴ/: 純一 Дзюн'ічі 真一 Шін'ічі 5) Перед б, п, м знак ん /ɴ/ записується як м: 本間 Хомма 6) Узвичаєні японські слова записуються без змін 東京 Токіо (а не Токьо) 横浜 Йокогама (а не Йокохама) |

### Української
→ 
Транслітерація української мови засобами японського письма за Накадзавою:
- 1. Відповідність знаків української абетки і знаків МФА за Накадзавою:

| А   | Б   | В   | Г   | Ґ   | Д   | Е   | Є    | Ж   | З   | И   | І   | Ї    | Й   | К   | Л   | М   | Н   | О   | П   | Р   | С   | Т   | У   | Ф   | Х   | Ц    | Ч    | Ш   | Щ     | Ь   | Ю    | Я    | ' |
| [a] | [b] | [v] | [h] | [g] | [d] | [e] | [je] | [ʒ] | [z] | [ɨ] | [i] | [ji] | [j] | [k] | [l] | [m] | [n] | [o] | [p] | [r] | [s] | [t] | [u] | [f] | [x] | [t͡s] | [t͡ʃ] | [ʃ] | [ʃt͡ʃ] | [ʲ] | [ju] | [jɑ] | — |

- 2. Наголос позначається знаком подовження голосного «ー».

Та́то タート
Ма́ма マーマ
- 3.Вимова.

|        | Б ブ     | В ヴ       | Г フ     | Ґ グ     | Д ド     | Ж ジ     | ДЖ ジ     | З ズ     | ДЗ ズ     | К ク     | Л ル     | М ム     | Н ン     | П プ     | Р ル     | С ス     | Т ト     | Ф フ     | Х フ     | Ц ツ     | Ч チ     | Ш シ     | Щ シチ     |
| А ア   | ба バ    | ва ヴァ    | га ハ    | ґа ガ    | да ダ    | жа ジャ  | джа ジャ  | за ザ    | дза ザ    | ка カ    | ла ラ    | ма マ    | на ナ    | па パ    | ра ラ    | са サ    | та タ    | фа ファ  | ха ハ    | ца ツァ  | ча チャ  | ша シャ  | ща シチャ  |
| И ィ   | би ブィ  | ви ヴィ    | ги ヒ    | ґи ギ    | ди ディ  | жи ジ    | джи ジ    | зи ズィ  | дзи ズィ  | ки クィ  | ли ルィ  | ми ムィ  | ни ヌィ  | пи プィ  | ри ルィ  | си スィ  | ти ティ  | фи フィ  | хи ヒ    | ци ツィ  | чи チ    | ши シ    | щи シチ    |
| У ウ   | бу ブ    | ву ヴ      | гу フ    | ґу グ    | ду ドゥ  | жу ジュ  | джу ジュ  | зу ズ    | дзу ズ    | ку ク    | лу ル    | му ム    | ну ヌ    | пу プ    | ру ル    | су ス    | ту トゥ  | фу フ    | ху フ    | цу ツ    | чу チュ  | шу シュ  | щу シチュ  |
| Е エ   | бе ベ    | ве ヴェ    | ге ヘ    | ґе ゲ    | де デ    | же ジェ  | дже ジェ  | зе ゼ    | дзе ゼ    | ке ケ    | ле レ    | ме メ    | не ネ    | пе ペ    | ре レ    | се セ    | те テ    | фе フェ  | хе ヘ    | це ツェ  | че チェ  | ше シェ  | ще シチェ  |
| О オ   | бо ボ    | во ヴォ    | го ホ    | ґо ゴ    | до ド    | жо ジョ  | джо ジョ  | зо ゾ    | дзо ゾ    | ко コ    | ло ロ    | мо モ    | но ノ    | по ポ    | ро ロ    | со ソ    | то ト    | фо フォ  | хо ホ    | цо ツォ  | чо チョ  | шо ショ  | що シチョ  |
| Я ヤ   | бя ビャ  | вя ヴャ    | гя ヒャ  | ґя ギャ  | дя ジャ  | жя ジャ  | джя ジャ  | зя ジャ  | дзя ジャ  | кя キャ  | ля リャ  | мя ミャ  | ня ニャ  | пя ピャ  | ря リャ  | ся シャ  | тя チャ  | фя フャ  | хя ヒャ  | ця ツャ  | чя チャ  | шя シャ  | щя シチャ  |
| І イ   | бі ビ    | ві ヴィ    | гі ヒ    | ґі ギ    | ді ジ    | жі ジ    | джі ジ    | зі ジ    | дзі ジ    | кі キ    | лі リ    | мі ミ    | ні ニ    | пі ピ    | рі リ    | сі シ    | ті チ    | фі フィ  | хі ヒ    | ці ツィ  | чі チ    | ші シ    | щі シチ    |
| Ю ユ   | бю ビュ  | вю ヴュ    | гю ヒュ  | ґю ギュ  | дю ジュ  | жю ジュ  | джю ジュ  | зю ジュ  | дзю ジュ  | кю キュ  | лю リュ  | мю ミュ  | ню ニュ  | пю ピュ  | рю リュ  | сю シュ  | тю チュ  | фю フュ  | хю ヒュ  | цю ツュ  | чю チュ  | шю シュ  | щю シチュ  |
| Є ィエ | бє ビェ  | вє ヴェ    | гє ヒェ  | ґє ギェ  | дє ジェ  | жє ジェ  | джє ジェ  | зє ジェ  | дзє ジェ  | кє キェ  | лє リェ  | мє ミェ  | нє ニェ  | пє ピェ  | рє リェ  | сє シェ  | тє チェ  | фє フェ  | хє ヒェ  | цє ツェ  | чє チェ  | шє シェ  | щє シチェ  |
| Ї イー | б'ї ビー | в'ї ヴィー | г'ї ヒー | ґ'ї ギー | д'ї ジー | ж'ї ジー | дж'ї ジー | з'ї ジー | дз'ї ジー | к'ї キー | л'ї リー | м'ї ミー | н'ї ニー | п'ї ピー | р'ї リー | с'ї シー | т'ї チー | ф'ї フー | х'ї ヒー | ц'ї ツー | ч'ї チー | ш'ї シー | щ'ї シチー |

## Публікації
1. はじめてのロシア語 [Вивчаємо російську вперше]. — 東京: 講談社, 1991.
2. ロシアの文字と言葉 [Російські букви й слова]. — 東京: 小峰書店, 2005.
3. 日本語から引く知っておきたいロシア語 [Російська з японської]. — 東京: 小学館, 2005.
4. 日露新時代の社会的・言語的現状に対応したロシア語教育文法構築に関する総合的研究 [Комплексне дослідження структури граматики російської мови]. — 東京: 中澤英彦, 2005-2007.
5. 一冊目のロシア語 [Перша книга з російської мови]. — 東京: 東洋書店, 2006.
6. 使える・話せる・ロシア語単語 [Словничок російської мови]. — 東京: 語研, 2008.
7. ニューエクスプレス ウクライナ語 [Українська мова. Діалоги]. — 東京: 白水社, 2009.
8. ロシア語はじめの30日 [Перші 30 днів російською] 2015.
9. 新版 一冊目のロシア語 CD付き [Нове видання - перше російське з CD] 2016.
10. ニューエクスプレスプラス ウクライナ語《CD付》[Новий Експрес Плюс українською з CD] 2019.